# Come prima, meglio di prima
Come prima, meglio di prima è una commedia teatrale composta nel 1919, forse nel mese di ottobre, da Luigi Pirandello che si ispirò alle sue novelle Veglia, della raccolta In silenzio, e Vexilla regis..., della raccolta Il viaggio.
La commedia esordì al Teatro Goldoni di Venezia il 24 marzo 1920 presentata dalla compagnia Ferrero-Celli-Paoli e pubblicata dall'Editore Bemporad nel 1921.

## Trama
Fulvia Gelli ha condotto una vita all'insegna del libertinaggio sino al punto che ha provato ribrezzo per la sua stessa esistenza e ha tentato di uccidersi. Sarà proprio il marito Silvio a salvarla; abbandonato con la figlia per molti anni da lei, diventato nel frattempo un celebre chirurgo, riesce a mantenerla in vita. Durante la convalescenza, i due tornano insieme e Fulvia rimane incinta del marito.
In una piccola pensione della Valdichiana (Toscana), Silvio incontra l'ultimo amante della moglie, Marco Mauri. Gli ospiti della pensione, come spettatori del dramma, non possono non giudicare riprovevole il comportamento di Fulvia che si mostra sprezzante del marito, che pure l'ha salvata e l'ha ripresa con sé. Invece di mostrare riconoscenza ed amore ella lo disprezza apertamente pur aspettando un figlio da lui.
Ma non per questo Fulvia vuole andare a vivere con il Mauri che, lasciata la sua famiglia, vuole disperatamente tornare a vivere con lei. In realtà, ella disprezza tutti gli uomini e il motivo lo dice apertamente in un tempestoso colloquio con il marito e l'amante:
SILVIO (smorendo): Che, miei?

FULVIA (ridendo, ma con un misto di pianto...) Mah! quelli che ti passasti quand'ero come una bambina, e mi insegnavi cose che mi parevano orribili! [...] Mi sono divenuti familiari[...] Le ho fatte sapere anche a lui sai? Perciò egli spasima così di me!...»
Il giudizio su Fulvia ora si deve completamente capovolgere. Il marito l'ha ripresa con sé non per magnanimità ma per il rimorso di averla avviata, ingenua adolescente, a comportamenti sessuali sfrenati che l'hanno portata alla sua sessualità deviata.
Silvio, che vuole a tutti i costi che le cose tornino come prima, meglio di prima, porta la moglie con sé nella sua casa sul lago di Como, facendo passare Fulvia, agli occhi della figlia Livia, che crede morta la madre mai conosciuta, come la sua seconda moglie: Francesca. Fulvia sarà quindi madre vera e matrigna falsa nei confronti della figlia che la giudica una sgualdrina che ha preso il posto della madre.
La nuova maternità rasserenerà Fulvia che, per evitare che la sua bambina viva tra l'odio della sorella e la falsità del padre, dopo aver rivelato la verità a Livia, fuggirà con Mauri per ricostruirsi una vita vera senza menzogne e ipocrisie.

## Edizioni
- Luigi Pirandello, Maschere nude, a cura di Italo Borzi e Maria Argenziano, Newton Compton Editori, 2007